# Diananda Choirunisa
Diananda Choirunisa (Surabaya, 16 marzo 1997) è un'arciera indonesiana.
Ha rappresentato il suo paese ai Giochi olimpici di Tokyo 2020 e Parigi 2024, ai mondiali del 2015, del 2019 e del 2023, e ai Giochi asiatici 2014, 2018 (dove vinse la medaglia d'argento nell'individuale) e 2022 (disputati nel 2023 a causa della pandemia di COVID-19, dove vinse la medaglia di bronzo nella gara a squadre miste).

## Biografia

### Campionati mondiali
Ha preso parte a tre edizioni dei campionati mondiali di tiro con l'arco, nel 2015 in Danimarca, nel 2019 nei Paesi Bassi e nel 2023 in Germania.
A Copenaghen, nell'individuale femminile si è classificata 95ª nel round di qualificazione, venendo poi battuta 4-6 al primo turno dall'arciera tedesca Karina Winter; nella gara a squadre femminile (con Ika Yuliana Rochmawati e Titik Kusuma Wardani) fu invece 17ª su 43 squadre partecipanti, non accedendo alla fase ad eliminazione diretta.
A 's-Hertogenbosh fu 117ª nelle qualificazioni dell'individuale femminile e 30ª in quelle della gara a squadre femminile. In entrambe le gare non ebbe accesso alla fase ad eliminazione diretta.
A Berlino ottenne il miglior piazzamento nell'individuale: sesta nelle qualificazioni, raggiunse gli ottavi di finale, dove venne sconfitta dalla giapponese Satsuki Noda, che si aggiudicherà poi la medaglia di bronzo; nelle qualificazioni della gara a squadre femminile l'Indonesia fu diciassettesima, ma riuscì a raggiungere i quarti di finale nella fase ad eliminazione diretta; la Choirunisa prese inoltre parte anche alla gara a squadre miste con Alviyanto Bagas Prastyadi: la coppia indonesiana fu dodicesima in qualifica e venne eliminata dagli Stai Uniti agli ottavi di finale.

### Giochi asiatici
La Choirunisa ha preso parte al torneo di tiro con l'arco dei XVII Giochi asiatici disputati ad Incheon nel 2014. Nell'individuale femminile, il 16º posto nel turno di qualificazione le valse l'accesso alla fase ad eliminazione diretta. Al primo turno sconfisse la bengalese Shamoli Ray, al secondo l'indiana Deepika Kumari, mentre ai quarti di finale venne sconfitta dalla cinese Xu Jing. Nella gara a squadre le indonesiane ottennero il sesto posto nelle qualificazioni, batterono il Bangladesh agli ottavi di finale e vennero sconfitte dal Giappone ai quarti.
Quattro anni più tardi a Giacarta, ai XVIII Giochi asiatici, vinse l'argento nell'individuale femminile: giunta decima nelle qualificazioni, ebbe un bye al primo turno, poi nell'ordine sconfisse la bhutanese Sonam Dema, approfittò del ritiro dell'iraniana Zahra Nemati, sconfisse le sudcoreane Chang Hye Jin e Lei Chien-ying, venendo sconfitta solo in finale dalla cinese Zhang Xinyan. Era la prima finale del torneo di tiro con l'arco dei giochi asiatici senza arciere coreane. Prese parte anche alle due gare a squadre: in quella mista l'Indonesia fu 7ª nel turno di qualificazione ma venne eliminata dalla Corea del Nord al secondo turno della fase ad eliminazione diretta; nella gara a squadre femminile furono quinte nelle qualificazioni, batterono Hong Kong al primo turno, ma furono eliminate dal Giappone ai quarti di finale.
Nel 2023 a Hangzhou  riuscì a tornare a medaglia, ma nella gara a squadre miste: assieme al compagno Riau Ega Agata Salsabilla si sono aggiudicati il bronzo. Nelle altre due competizioni cui prese parte venne sconfitta ai quarti da An San nel torneo individuale, mentre nel torneo a squadre femminile le arciere indonesiane furono eliminate - sempre ai quarti - dalla Corea del Sud.

### Giochi olimpici
L'argento ai giochi asiatici 2018 le garantì la qualificazione a Tokyo 2020.
Ai giochi partecipò sia alla gara individuale femminile che a quella a squadre miste. Nel round di qualificazione del torneo olimpico individuale fu 40ª con 631 punti. Al primo turno ha affrontato l'arciera danese Maya Jager, che l'ha sconfitta per 6 a 2.
Nel torneo a squadre miste, disputato in coppia con Riau Ega Salsabilla, gli indonesiani chiusero il round di qualificazione al 15º posto, il penultimo utile per accedere alla fase ad eliminazione diretta. Al primo turno ebbero la meglio sul duo statunitense al tie-break, venendo eliminati dalla Turchia ai quarti di finale.
A Parigi 2024 ha chiuso al sesto posto il turno di qualificazione individuale, grazie al proprio record personale (670). Nella fase ad eliminazione diretta, al primo turno ha affrontato Laura van der Winkel, sconfiggendola per 7-1, ed avendo poi la meglio ai sedicesimi di finale su Yaylagul Ramazanova ed agli ottavi su Michelle Kroppen, prima di venire sconfitta ai quarti da Lisa Barbelin.
Nella gara a squadre femminile, le indonesiane (oltre a lei, Rezza Octavia e Syifa Nurafifah Kamal) si sono classificate settime nelle qualifiche, andando ad affrontare al primo turno le atlete malesi, sulle quali hanno avuto la meglio per 5 a 3. Ai quarti sono state battute dalla Cina.
In coppia con Arif Pangestu ha preso parte anche alla gara a squadre miste. Il duo ha segnato il dodicesimo miglior punteggio in qualifica, entrando nel tabellone, venendo tuttavia eliminato al primo turno dalla coppia indiana.